# Sergio Pérez Mendoza
Sergio Pérez Mendoza més conegut com a Sergio "Checo" Pérez (Guadalajara, Jalisco, 26 de gener de 1990) és un pilot de curses automobilístiques. Actualment competeix en la Fórmula 1 per l'escuderia Red Bull Racing.
És germà d'Antonio Pérez Mendoza, que també és un pilot d'automobilisme que competeix actualment a la Nascar.

## Vida personal
Nascut a Guadalajara, Jalisco, Mèxic, Pérez és el fill petit d'Antonio Pérez Garibay i Marilú Mendoza de Pérez; també té una germana gran Paola i un germà gran Antonio, un pilot de carreres d'automòbils de producció retirat que va competir a la NASCAR Mexico Series. Pérez està casat amb Carola Martínez, i tenen tres fills. Pérez és catòlic.
Els dos germans Pérez són aficionats al futbol associatiu i van afirmar que van pensar en deixar les curses de cotxes per jugar professionalment. Els germans són amics del futbolista mexicà Javier Hernández. En una entrevista l'any 2012 per al web oficial de la Fórmula 1, Pérez va revelar que si no hagués estat pilot li hauria agradat ser advocat.

El novembre de 2012, Pérez va donar a conèixer la Fundació Checo Pérez per donar suport als orfes i nens amb càncer. La seva germana Paola és la presidenta de la fundació.

## Trajectòria
Va iniciar la seva carrera a 6 anys en el kàrting (any 1996).
Fins al 2003 va estar competint a les categories Shifter 80cc i Shifter 125c.c,on va guanyar el Campionat Shifter 80c.c el 2000, i Subcampió de Shifter 125c.c el 2002.

### Fórmula Skip Brader
El 2004 entra a la Fórmula Skip brader com a pilot de l'escuderia Telmex. Va acabar el campionat amb 77 punts i va ser nomenat Novell de la categoria nacional. Sergio va aconseguir cinc podis, quatre d'ells a nivell regional: en Road America (dos triomfs), Virginia (un triomf) i Sebring (tercer).

### Fórmula BMW Alemanya
En el 2005-2006 va passar a formar part de la Fórmula BMW Alemanya on va acabar en el top-ten del campionat.

### Fórmula Britànica 3
En el 2007 competeix a la Fórmula 3 Britànica. Es va proclamar campió després de 14 victòries, 19 podis, 12 voltes ràpides i 12 poles, un total de 376 punts superant el record de Salvador Duran del 2005. Sergio va ser el pilot més jove en guanyar el campionat amb només 17 anys.

### GP2 Series
Als anys 2008-2009 s'uneix al Campos Grand Prix. La seva millor marca en aquests dos anys va ser 1 pole i 5 victòries.

## Trajectòria a la Fórmula 1

### Sauber (2011-12)

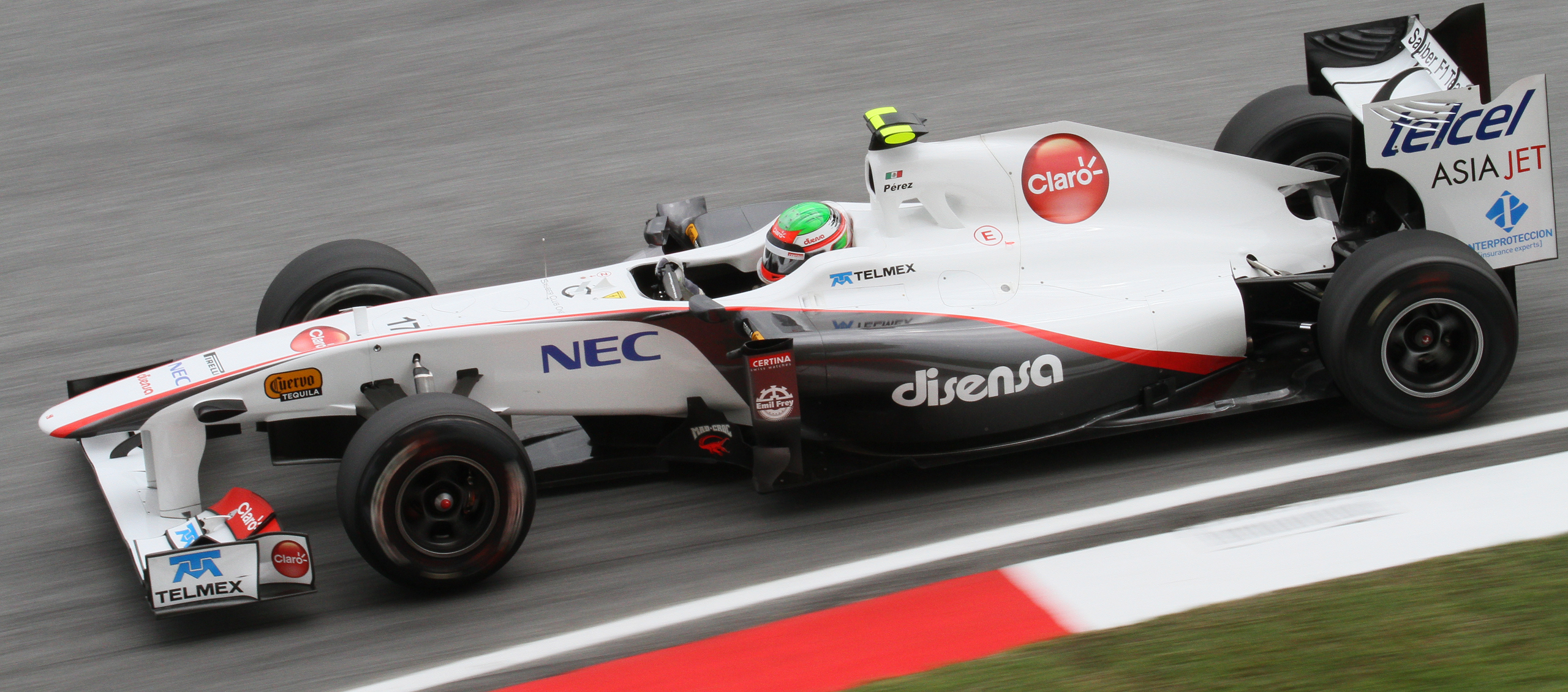
Pérez competint en la Sauber al GP de Malàsia (2011).

L’any 2010 s'anuncia que Sergio Checo Pérez serà pilot oficial de la Fórmula 1 en l'equip Sauber de cara al campionat de la temporada 2011.
Sergio serà el primer Mexicà després de trenta anys en torna a competir a la F1.
El 28 de maig de 2011 va sofrir un accident en el GP de Mònaco després de perdre el control del cotxe en els revolts 10 i 11. Les últimes notícies han confirmat que el seu estat de salut és òptim tot i que té un problema en les cames que segurament el tindrà apartat del campionat unes setmanes. Recuperat de l'accident, Sérgio torna al GP d'Europa, on acaba 11è, i en el gran premi següent, a Anglaterra, acaba setè, tenint com a millor resultat la seva temporada de debut. Acaba el campionat de pilots en 16a posició, amb 14 punts.
El 2012, Sérgio aconsegueix tres podis i acaba en desè lloc, amb 66 punts.

### McLaren (2013)

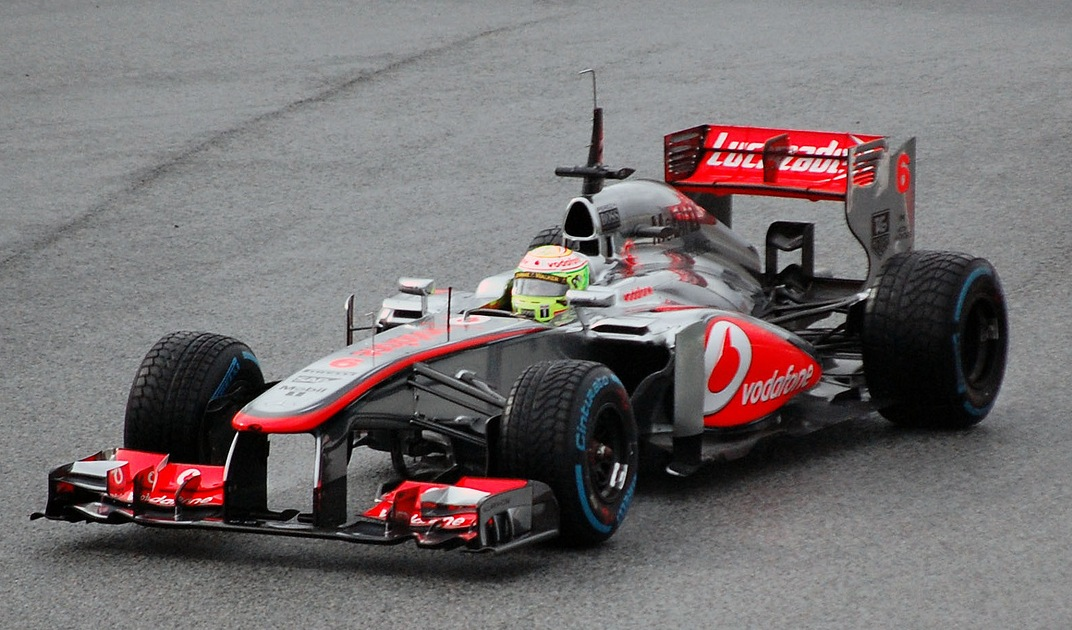
Checo amb el MP4-28 de McLaren en 2013

A la temporada 2013 competeix amb l'escuderia McLaren. Desafortunadament, McLaren no estava preparat per a l'estil agressiu de Checo, la qual cosa causa diverses queixes de part del seu company, Jenson Button. Amb monoplaça que va sortir malament aquesta temporada, quedà en onzè amb 49 punts.

### Force India i Racing Point (2014-2020)
De la temporada 2014 a 2018, competeix amb l'escuderia Force India.

En 2014, aconsegueix un podi en Bahrein i quedat a desè amb a 59 punts.

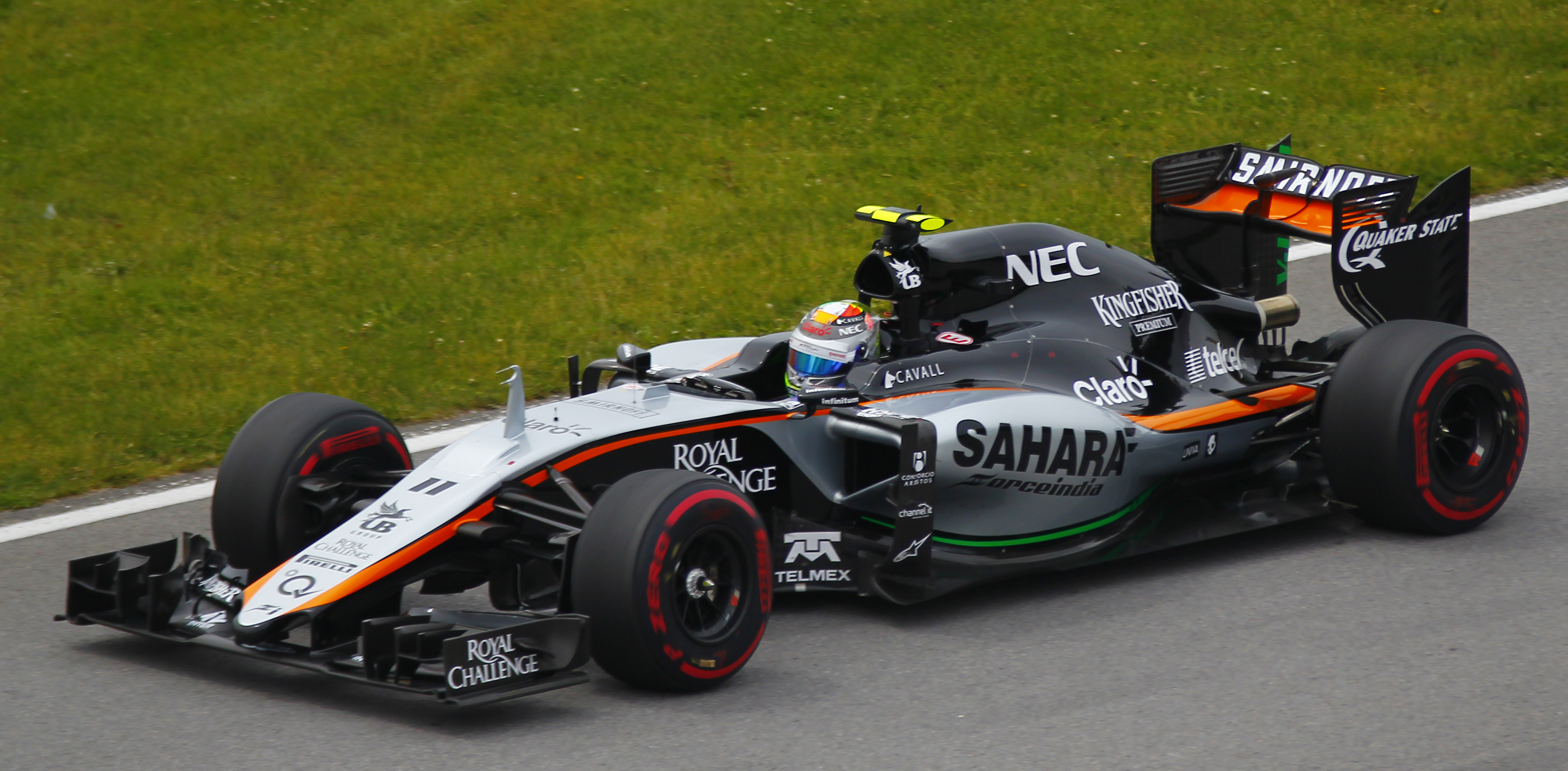
Pérez amb el VJM08 al Canadà'15.

L’any 2015, acaba en tercer lloc a la Rússia i en la temporada, va arribar a novè lloc amb a 78 punts.
L’any 2016, Pérez va obtenir dos podis, acabant en tercer a Mònaco i Europa, i acabant setè en el campionat de pilots, amb 101 punts, sent la primera temporada on el mexicà supera els 100 punts.
L’any 2017, amb l'equip indi amb el quart millor cotxe de la graella, Pérez no aconsegueix cap podi, tenint com a millor resultat el quart lloc al GP d'Espanya. Torna a acabar en setena posició, amb 100 punts.
En la temporada 2018, Checo va obtenir el tercer lloc a l'Azerbaidjan, sent el darrer podi de Force Índia que, al mig del campionat, estava sota administració judicial i a partir del GP de Bèlgica, Pérez competeix per l'escuderia Racing Point, que substitueix l'equip indi.
Al 2019, finalitza en 10è lloc, somant 52 punts, tenint el sisè lloc a Bakú i Spa com els seus millors resultats.
Al 2020, Racing Point (Actual Aston Martin F1) trenca el contracte que tenia amb Sergio i aquest es queda sense seient per a la temporada vinent, però finalment signa amb Red Bull Racing, substituint així a Alexander Albon.
També en la temporada 2020 aconsegueix la seva primera victòria a la categoria reina en el Gran Premi de Sakhir i finalitza en 4t al campionat de pilots de F1, sent aquesta la seva millor posició en un campionat.

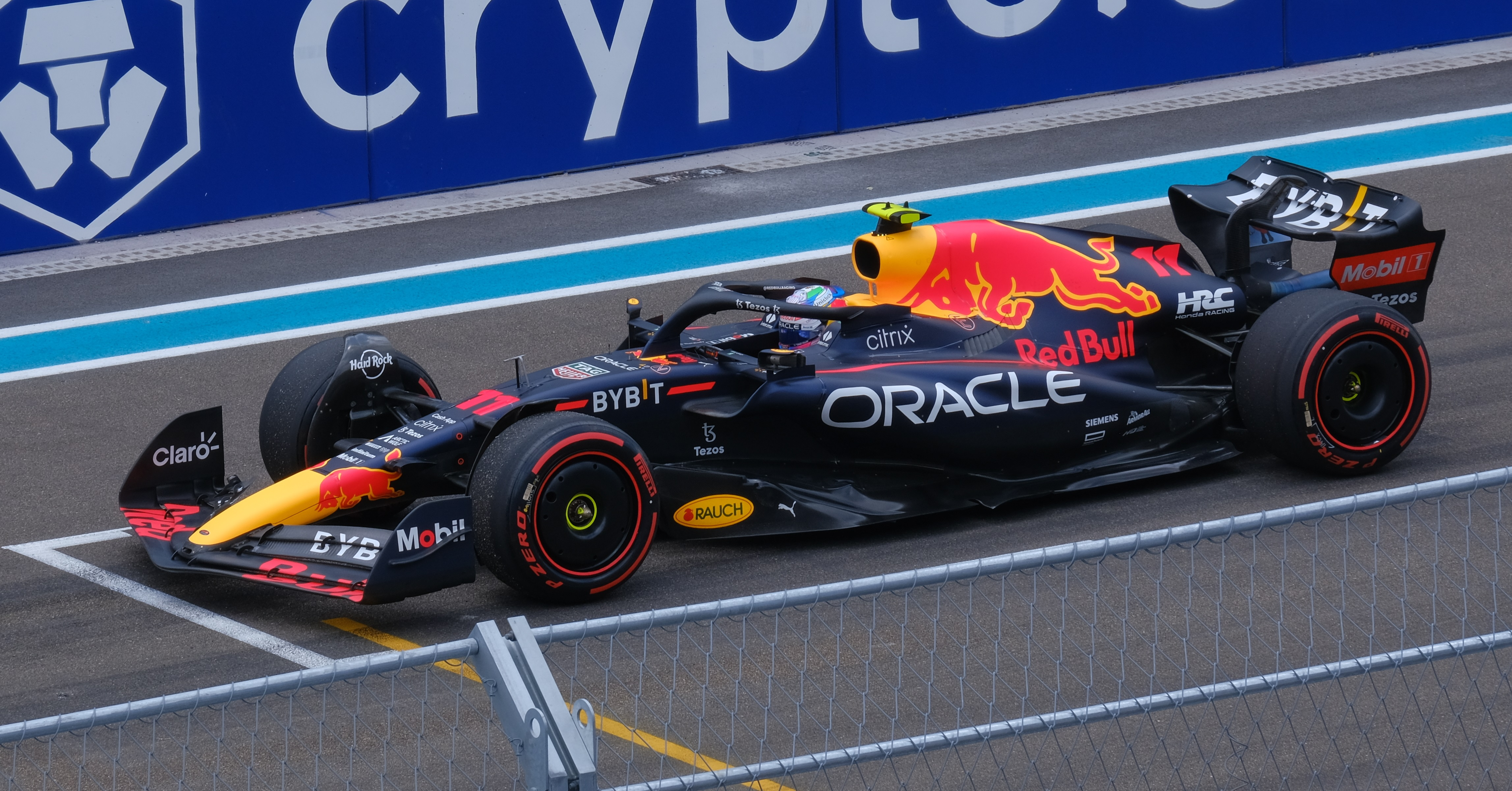
Checo al GP de Miami (2022).

### Red Bull (2021-)
Al 2021 obté al Gran Premi d'Azerbaidjan, la seva primera victòria amb Red Bull, i fa una bona tasca de gregari decisiva perquè el seu company d'equip Max Verstappen aconsegueix el campionat. Acaba novament en la 4ª posició en el campionat.
En 2022, aconsegueix la seva primera pole en la categoria al GP d'Aràbia Saudita i a Mònaco, amb els errors estratègics de Ferrari amb Charles Leclerc, Checo guanya l'emblemàtica cursa. A Singapur, amb una bona sortida i assegurant Leclerc durant la cursa, Checo ha guanyat la quarta cursa i s'ha acostat al monegasc per aconseguir la segona plaça del campionat.

## Rècord de curses

### Resum de la carrera
| Temporada | Sèrie                                                 | Equip                            | Carreres        | Victòries       | Poles           | F/Laps          | Podis           | Punts           | Posicions       |
| --------- | ----------------------------------------------------- | -------------------------------- | --------------- | --------------- | --------------- | --------------- | --------------- | --------------- | --------------- |
| 2004      | Skip Barber Campionat Nacional                        | Telmex Racing                    | 14              | 0               | 0               | –               | –               | 77              | 11th            |
| 2005      | Formula BMW ADAC                                      | 4speed Media                     | 19              | 0               | 0               | 0               | 1               | 37              | 14th            |
| 2006      | Formula BMW ADAC                                      | ADAC Berlin-Brandenburg          | 18              | 0               | 0               | 0               | 2               | 112             | 6th             |
| 2006–07   | Gran Premi A1                                         | A1 Team Mexico                   | 2               | 0               | 0               | 0               | 0               | 35†             | 10th†           |
| 2007      | Sèrie Internacional de Fórmula 3 Britànica - Nacional | T-Sport                          | 21              | 14              | 14              | 0               | 19              | 376             | 1st             |
| 2008      | Sèrie Internacional de Fórmula 3 Britànica            | T-Sport                          | 22              | 4               | 0               | 1               | 7               | 195             | 4th             |
| 2008–09   | Sèrie GP2 Àsia                                        | Gran Premi Campos                | 11              | 2               | 0               | 1               | 3               | 26              | 7th             |
| 2009      | Sèrie GP2                                             | Arden Internacional              | 20              | 0               | 0               | 1               | 2               | 22              | 12th            |
| 2009–10   | Sèrie GP2 Àsia                                        | Barwa Addax Team                 | 4               | 0               | 0               | 0               | 0               | 5               | 15th            |
| 2010      | GP2 Series                                            | Barwa Addax Team                 | 20              | 5               | 1               | 5               | 7               | 71              | 2n              |
| 2011      | Fórmula 1                                             | Sauber F1 Team                   | 19              | 0               | 0               | 0               | 0               | 14              | 16th            |
| 2012      | Fórmula 1                                             | Sauber F1 Team                   | 20              | 0               | 0               | 1               | 3               | 66              | 10th            |
| 2013      | Fórmula 1                                             | Vodafone McLaren Mercedes        | 19              | 0               | 0               | 1               | 0               | 49              | 11th            |
| 2014      | Fórmula 1                                             | Sahara Force India F1 Team       | 19              | 0               | 0               | 1               | 1               | 59              | 10th            |
| 2015      | Fórmula 1                                             | Sahara Force India F1 Team       | 19              | 0               | 0               | 0               | 1               | 78              | 9th             |
| 2016      | Fórmula 1                                             | Sahara Force India F1 Team       | 21              | 0               | 0               | 0               | 2               | 101             | 7th             |
| 2017      | Fórmula 1                                             | Sahara Force India F1 Team       | 20              | 0               | 0               | 1               | 0               | 100             | 7th             |
| 2018      | Fórmula 1                                             | Sahara Force India F1 Team       | 12              | 0               | 0               | 0               | 1               | 62              | 8th             |
| 2018      | Fórmula 1                                             | Racing Point Force India F1 Team | 9               | 0               | 0               | 0               | 0               | 62              | 8th             |
| 2019      | Fórmula 1                                             | SportPesa Racing Point F1 Team   | 21              | 0               | 0               | 0               | 0               | 52              | 10th            |
| 2020      | Fórmula 1                                             | BWT Racing Point F1 Team         | 15              | 1               | 0               | 0               | 2               | 125             | 4th             |
| 2021      | Fórmula 1                                             | Red Bull Racing Honda            | 22              | 1               | 0               | 2               | 5               | 190             | 4th             |
| 2022      | Fórmula 1                                             | Oracle Red Bull Racing           | 22              | 2               | 1               | 3               | 11              | 305             | 3r              |
| 2023      | Fórmula 1                                             | Oracle Red Bull Racing           | 22              | 2               | 2               | 2               | 9               | 285             | 2n              |
| 2024      | Fórmula 1                                             | Oracle Red Bull Racing           | Pendent d'inici | Pendent d'inici | Pendent d'inici | Pendent d'inici | Pendent d'inici | Pendent d'inici | Pendent d'inici |